# اریک رنو (بازیکن فوتبال)
اریک رنو (انگلیسی: Éric Renaut؛ زادهٔ ۱۱ آوریل ۱۹۵۴) بازیکن فوتبال اهل فرانسه است.
از باشگاه‌هایی که در آن بازی کرده‌است می‌توان به باشگاه فوتبال پاری سن ژرمن، باشگاه فوتبال ستاره سرخ، و باشگاه فوتبال سوشو اشاره کرد.
وی همچنین در تیم‌های ملی فوتبال France national amateur football team، سیزم، زیر ۲۱ سال فرانسه، و France national football B team بازی کرده‌است.